# St Illtyds Castle
St Illtyds Castle är ett slott i Storbritannien.   Det ligger i kommunen Blaenau Gwent och riksdelen Wales, i den södra delen av landet, 210 km väster om huvudstaden London. St Illtyds Castle ligger 352 meter över havet.
Terrängen runt St Illtyds Castle är huvudsakligen kuperad, men åt sydväst är den platt. Terrängen runt St Illtyds Castle sluttar söderut. Runt St Illtyds Castle är det tätbefolkat, med 709 invånare per kvadratkilometer. Närmaste större samhälle är Newport, 16,5 km sydost om St Illtyds Castle. I omgivningarna runt St Illtyds Castle växer i huvudsak blandskog.